# Zar Kalām
Zar Kalām (persiska: زر کلام, Zarkām) är en ort i Iran.   Den ligger i provinsen Gilan, i den nordvästra delen av landet, 270 km nordväst om huvudstaden Teheran. Antalet invånare är 585.
Terrängen runt Zar Kalām är platt. Runt Zar Kalām är det tätbefolkat, med 493 invånare per kvadratkilometer. Närmaste större samhälle är Fūman, 15,7 km söder om Zar Kalām. I omgivningarna runt Zar Kalām växer i huvudsak blandskog.